# Бенгбу
Бенгбу (пинјин: Bèngbù) град је Кини у покрајини Анхуеј. Према процени из 2009. у граду је живело 598.853 становника.

## Становништво
Према процени, у граду је 2009. живело 598.853 становника.
| 1990.   | 2000.   | 2009    |
| ------- | ------- | ------- |
| 445.041 | 536.496 | 598.853 |